# Olle Schmidt
Olle Schmidt (n. 22 iulie 1949, Skärvs församling⁠(d), Skaraborg⁠(d), Suedia) este un om politic suedez, membru al Parlamentului European în perioada 1999-2004 din partea Suediei.